# چرلونکا
چرلونکا (به لهستانی:  Czerlonka) یک روستا در لهستان است که در گمینا بیاووویژا واقع شده‌است. چرلونکا ۱۲۰ نفر جمعیت دارد.